# MN8
MN8 war eine britische Boygroup, die von 1995 bis 1996 mehrere Charthits hatte. Die Debütsingle I’ve Got a Little Something for You erreichte Platz 2 der britischen Hitparade und wurde somit der größte Erfolg der Band.

## Bandgeschichte
1995 wurde MN8 gegründet. Die Popgruppe bestand aus vier jungen Männern im Alter von 18 bis 21 Jahren, die mit ihrer Musik, deren Popsound durch R&B und Soul beeinflusst war, und den Choreografien vor allem eine junge Zielgruppe ansprachen. Gleich die erste Single I’ve Got a Little Something for You stieg im Frühjahr 1995 auf Platz zwei der britischen Charts, auf Position zehn in der Schweizer Hitparade und auf Platz 30 in Deutschland.
Die Folgesingle If You Only Let Me In schaffte es wenige Wochen später in die Top 10 der britischen und die Top 100 der deutschen Hitparade. Im gleichen Jahr waren auch Happy, das auf Platz 8 im Vereinigten Königreich stand, und Baby It’s You, das dort immerhin noch eine Top-30-Platzierung erreichte, erfolgreiche Auskopplungen des Debütalbums To the Next Level.
Das zweite MN8-Album erschien 1996. Mit den Singles Pathway to the Moon (Platz 25), Tuff Act to Follow (Platz 15) und Dreaming (Platz 21) kehrten die Jungs noch dreimal in die heimatlichen Charts zurück. Nach knapp 2 Jahren trennte sich die Gruppe Ende 1996.

## Mitglieder
- Dee-Tails (* 6. Dezember 1976 in Paddington, London, Vereinigtes Königreich), Gesang
- G-Man (* 22. September 1974 in Trinidad), Gesang
- KG (* 15. September 1976 in Wexham, Vereinigtes Königreich), Gesang
- Kule T (* 19. Januar 1975 in London, Vereinigtes Königreich), Gesang

## Diskografie

### Alben
- 1995: To the Next Level
- 1996: Freaky

### Singles
- 1995: I’ve Got a Little Something for You
- 1995: If You Only Let Me In
- 1995: Happy
- 1995: Baby It’s You
- 1996: Pathway to the Moon
- 1996: Shame
- 1996: Tuff Act to Follow
- 1996: Dreaming
- 1996: Someone to Love (Promo, nur UK)